# Société de physique et d'histoire naturelle de Genève
La Société de physique et d'histoire naturelle de Genève créée en 1791 à Genève, est une société savante suisse, aujourd'hui principalement active dans le domaine de la botanique, après avoir longtemps couvert tout le spectre des sciences naturelles ainsi que des sciences physiques.

## Histoire
Tout d'abord fondée sous le nom de « Société des Naturalistes Genevois », la société change en 1792 de nom pour devenir « Société d'Histoire Naturelle » puis en 1799 « Société de Physique et d'Histoire Naturelle de Genève » (en anglais Society of Physics and Natural History of Geneva et en abrégé SPHN) qu'elle a conservé depuis.
Créée à l'instigation de Henri-Albert Gosse, la société regroupe tout d'abord une douzaine de naturalistes et de physiciens dont Pierre Vaucher, Louis Jurine, Marc-Auguste Pictet, Jean Senebier, Horace-Bénédict de Saussure et Nicolas-Théodore de Saussure et d'autres membres moins célèbres. Ceux-ci se réunissent chaque quinze jours chez l'un des membres pour des séances de lectures de mémoires, de communications plus brèves et d'échanges d'informations.
Rapidement élargie à 24 membres, dont Pierre Prevost, Gaspard De la Rive, Guillaume-Antoine Deluc, Louis Odier et François Huber, la société s'occupe aussi de physique expérimentale, de météorologie, de chimie, de médecine et bien entendu de géologie. Elle est ouverte, sur invitation, à un public choisi et ne manque pas de profiter du passage à Genève de personnalités savantes comme Dolomieu (1796, 1801), Volta (1801, 1802), Brugnatelli (1801), von Buch (1802, 1813, 1824), van Marum (1802), Rumford (1803), Escher von der Linth (1803, 1817), Fourier (1804), Biot (1804, 1805), Bonpland (1805), Prony (1805), Berthollet (1808), Cuvier (1809), Ampère (1810, 1822), Davy (1814), Faraday (1814), Brewster (1814), Wollaston (1816), Playfair (1817), Berzelius (1819), Arago (1820), Gustav Rose (1822), John Leslie (1823) etc.
Dans ses jeunes années, la Société contribue beaucoup à une meilleure connaissance de l'histoire naturelle des environs de Genève, jusqu'au massif du Mont-Blanc. Elle se dote d'ailleurs dans ce but d'un petit jardin botanique, situé sur le bastion de St-Léger (1793), où est érigé un cénotaphe à la mémoire de Charles Bonnet. Jean-Pierre Vaucher y dispense à partir de 1794 les premiers cours de botanique jamais donnés à Genève, cours suivis par le jeune De Candolle. Une station météorologique y est aussi installée en 1798, dont les relevés sont publiés mensuellement dans la Bibliothèque Britannique. Cette station fonctionne jusqu'en 1826, date de son déplacement à l'Observatoire de Genève. Le Jardin lui-même, dirigé par Michel Micheli de Châteauvieux, est en activité jusqu'à la mort de ce dernier en 1830. À partir des années 1820, l'astronomie prend une place croissante dans les séances et dans les publications de la Société.
Faute d'organe de publication propre, beaucoup de travaux présentés à la Société demeurent inédits. Certains sont extraits dans la Bibliothèque Britannique (Bibliothèque Universelle après 1815), ou publiés dans des périodiques étrangers comme le Journal de Physique de Lamétherie ou les Annales de Chimie fondées par Lavoisier. À partir de 1821, la société publie ses propres Mémoires dans lesquelles se retrouvent les signatures de ses membres, parmi lesquels Augustin Pyrame de Candolle, Jean-Louis Prévost et Jean-Baptiste Dumas, ou plus tard Auguste De la Rive, François-Jules Pictet, Alphonse de Candolle, Edouard Sarasin, Charles-Eugène Guye, etc.
Après 1846, un grand nombre de travaux des membres de la Société trouvent également une place dans les Archives des Sciences physiques et naturelles, qui prennent alors le relais de la série "Sciences et Arts" de la Bibliothèque Universelle.
Au début des années 1820, la Société fusionne avec la Société des Naturalistes Genevois. Bien que longtemps limitée à 36 membres ordinaires, elle demeure un foyer de la science genevoise tout au long du 19e siècle et encore pendant une partie du 20e, contribuant notamment à d'importants échanges de publications au bénéfice de la Bibliothèque de Genève. Elle a fêté son bicentenaire en 1990.
Ses registres de séances et ses autres archives manuscrites, qui représentent plusieurs mètres linéaires, sont aujourd'hui déposées au département des manuscrits de la Bibliothèque de Genève.

## Prix et bourses
Actuellement, la société attribue trois prix périodiques, à savoir :  
- le « Prix Augustin-Pyramus de Candolle » (quadriennal) récompensant depuis 1846 l'auteur de la meilleure monographie d'un genre ou d'une famille de plantes[4];
- le « prix et médaille Marc-Auguste Pictet » (biennal), créé en 1990 à l'occasion du bicentenaire de la fondation de la Société et qui récompense un jeune chercheur dans le domaine de l'histoire des sciences[5];

- le « Prix de la Vocation Scientifique » (PVS) (annuel), créé en 2007 et qui récompense le travail scientifique d'un élève du collège de Genève lors de son travail de maturité[6].

Depuis 1998, la société attribue également à des étudiants de l'Université de Genève des « bourses Augustin Lombard » destinées « à couvrir les frais liés à l'acquisition et/ou au traitement de données scientifiques, en Suisse ou à l'étranger ».

## Publications
Depuis 1821, la société publie ses  Mémoires de la Société de Physique et d'Histoire Naturelle de Genève, à raison d'un demi-fascicule annuel jusque dans les années 1940, puis plus rarement jusque dans les années 1990. La plupart de ces volumes ont été scannés dans le cadre du projet Biodiversity Heritage Library et sont maintenant disponibles en ligne.
En 1981, la société a repris l'édition de la revue Archives des Sciences , à raison de trois fascicules par année jusqu'en 2004. Elle se poursuit depuis 2005 sur un rythme semestriel avec un format agrandi et en couleurs.